# العزيزية (حلب)

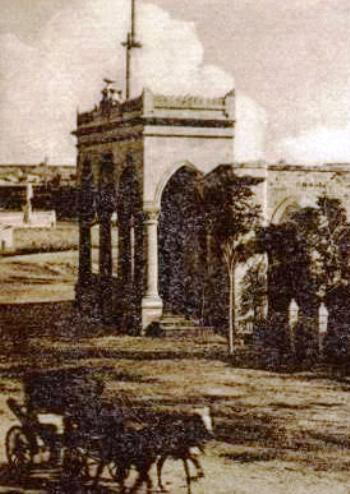
مخفر شرطةالعزيزية عام 1914

يقع حي العزيزية بالقرب من مركز المدينة ويعتبر نقطة وصل حيوية حيث بين محطة بغداد وحي السليمانية والحديقة العامة. وهو من أوائل الأحياء التي بنيت خارج أسوار المدينة القديمة بدءً من العام 1868 حيث كان يطلق على هذه المنطقة اسم أرض المشنقة ليندثر هذا الاسم بعد حين.
يعتقد البعض ان اسم العزيزية ينسب إلى السلطان العثماني عبد العزيز كما قيل أنها سميت باسم معمار من بيت عزيزة وكانت تحتوي على أراضي وقفية للجامع الأموي والمدرسة الحلوية. يسكن الحي حالياً أغلبية مسيحية وتحتوي على كنيسة اللاتين وكنيسة السريان الكاثوليك.

من أقدم الأبنية في حي العزيزية هو مخفر العزيزية حالياً, بسبب كون المنطقة عند نشأتها خارج حدود المدينة القديمة فكان الوضع الأمني غير مستقر هناك بشكل كامل خصوصاً بعد غروب الشمس مما دعى الحكومة العثمانية لبناء مخفر للشرطة في المنطقة، بدأ بناء المخفر في عام 1899 وتم افتتاحه عام 1900. يحتوي المخفر على العديد من الكتابات الحجرية التي تعود لتاريخ بنائه. منها مثلاً كتابة باللغة التركية العثمانية ترجمتها هي:
| ” | لقد تم عمل هذا المخفر الذي هو مخفر إقامة العساكر القائمين على الأمن والسلامة في ربيع 1317 هجرية وبإحسان أعظم السلاطين العثمانيين ملك الملوك عبد الحميد العالي | “ |